# Ратуш (Кріуленський район)
Ратуш (рум. Ratuș) — село у Кріуленському районі Молдови. Входить до складу комуни, адміністративним центром якої є село Дреслічень.

## Населення
За даними перепису населення 2004 року у селі проживали 1226 осіб.
Національний склад населення села:
| Національність   | Кількість осіб | Відсоток    |
| ---------------- | -------------- | ----------- |
| молдавани румуни | 989 231        | 80,7% 18,8% |
| росіяни          | 4              | 0,3%        |
| українці         | 2              | 0,2%        |
| Всього           | 1226           | 100%        |